# Efferia sicyon
Efferia sicyon este o specie de muște din genul Efferia, familia Asilidae. A fost descrisă pentru prima dată de Walker în anul 1849. Conform Catalogue of Life specia Efferia sicyon nu are subspecii cunoscute.